# جوناثان فيلار
جوناثان فيلار هو لاعب كرة قاعدة دومينيكاني، ولد في 2 مايو 1991 في لا فيغا في جمهورية الدومينيكان.

## وصلات خارجية
- جوناثان فيلار على موقع دوري كرة القاعدة الرئيسي (الإنجليزية)
- جوناثان فيلار على موقعبيزبول رفرنس.كوم (الدوري الرئيسي) (الإنجليزية)
- جوناثان فيلار على موقعبيزبول رفرنس.كوم (الدوري الثانوي) (الإنجليزية)
- جوناثان فيلار على موقع إي إس بي إن.كوم (أم.أل.بي) (الإنجليزية)
- جوناثان فيلار على موقع مشجعي الرسوم البيانية (الإنجليزية)